# Дилма (Бузеу)
Дилма (рум. Dâlma) — село у повіті Бузеу в Румунії. Входить до складу комуни Скорцоаса.
Село розташоване на відстані 110 км на північ від Бухареста, 29 км на північний захід від Бузеу, 112 км на захід від Галаца, 83 км на південний схід від Брашова.

## Населення
За даними перепису населення 2002 року у селі проживали 147 осіб, усі — румуни. Усі жителі села рідною мовою назвали румунську.